# Scilla hakkariensis
Scilla hakkariensis — вид трав'янистих рослин родини Холодкові (Asparagaceae), ендемік Туреччини. Епітет виду походить з провінції Хаккярі, де вперше був виявлений новий вид. Місцеві жителі називають цю рослину Берфіне. Берфіне в курдській мові означає "перші квіти, що розкриваються після снігу".

## Опис
Цибулина 15–25 × 10–20 мм, від субкулястої до яйцюватої; зовнішня оболонка перетинчаста блідо-коричнева, внутрішня — пурпурувата. Листків 2–5(7), 4–20 × 0.4–1.3 см, лінійні, плоскі, коротші суцвіття або іноді рівні. Стеблин 1–3, 3–15 см завдовжки, випростані. Суцвіття довжиною 2–8 см; 1–6-квіткове. Оцвітина білява до дуже блідо-рожево-блакитного кольору, переважно блідо-синя в основі зовнішньої поверхні. Листочки оцвітини 10–15 × 2–5 мм; серединна жилка того ж кольору або трохи темніша зовні, переважно блідо-синювата. Пиляки 2–2.5 × 0.7–1 мм, темно-сині. Зав'язь 2–2.5 × 2–2.5 мм, куляста, жовтувато-зелена. Коробочка завширшки 7–10 мм, субкуляста. Насіння кулясте, ≈ 2 мм завдовжки, чорне.

## Поширення
Ендемік Туреччини (східна Анатолія).
Населяє кам'янисті райони та просіки Crataegus monogyna Jacq. на висоті від 890–1070 м над рівнем моря і цвіте у березні-квітні. Середовище проживання нового виду в основному характеризується ґрунтами з високим вмістом вапна.